# Handley Page V/1500
Handley Page V/1500 (Handley Page H.P.15) byl britský těžký čtyřmotorový bombardér, zařazený do výzbroje Královského letectva v samém závěru první světové války.

## Vznik a vývoj H.P.15
Typ vznikl pod dojmem německých leteckých útoků na Velkou Británii, včetně hlavního města Londýna. Výsledkem byl požadavek Air Board na konstrukci letounu schopného dosáhnout s pumami na palubě německého hlavního města.
Firma Handley Page odpověděla projektem „zvětšeného  O/400“, s dvojnásobnou vzletovou hmotností proti typu O/400 a poháněného buď dvěma motory Rolls-Royce Condor nebo Siddeley-Deasy Tiger. Na základě projektu byla technickými požadavky Air Board’s Specification A.3(b) zadána stavba tří prototypů typu Handley Page Type V (firma zpočátku svoje konstrukce značila podle pořadí písmeny abecedy), které dostaly přidělena sériová čísla B9463 až B9465.
Protože vývoj uvažovaných motorů se protahoval a neměly být k dispozici pravděpodobně dříve než v roce 1919, byla konstrukce přepracována na použití čtyř slabších motorů Rolls-Royce Eagle VIII, přičemž motory byly montovány v tandemu, s dvěma tažnými a dvěma tlačnými motory (letoun tak na první pohled vypadal jako dvoumotorový). Vzhledem k nedostatku prostoru ke stavbě tak rozměrného letounu u mateřské firmy byla konstrukce a stavba přemístěna do Belfastu, k firmě Harland & Wolff Limited. Konstrukce probíhala pod vedením George R. Volkerta, podíleli se na ní mj. i Francis Arcier, S. T. A. Richards a Captain T. M. Wilson, RN (pevnostní výpočty).
Prototyp poprvé vzlétl 22. května 1918, za jeho řízením byli Captain Vernon E. G. Busby, RAF a Jack Hathaway. Již 8. června stroj byl, při svém třináctém zkušebním letu, zcela zničen při havárii a následném požáru. Pět ze šesti mužů na palubě stroje přitom přišlo o život, včetně Capt. Busbyho. Havárie se pochopitelně projevila na zdržení dodávek sériových letounů. Výroba přitom byla objednána ještě před zalétáním prototypu, již 27. ledna 1918 byla objednána stavba 20 letounů u Harland & Wolff Ltd. a dalších dvacet mělo být postaveno firmou William Beardmore & Co. Ltd. Celkem bylo do konce války objednáno 210 sériových letounů, ale s koncem války byla větší část kontraktů stornována.

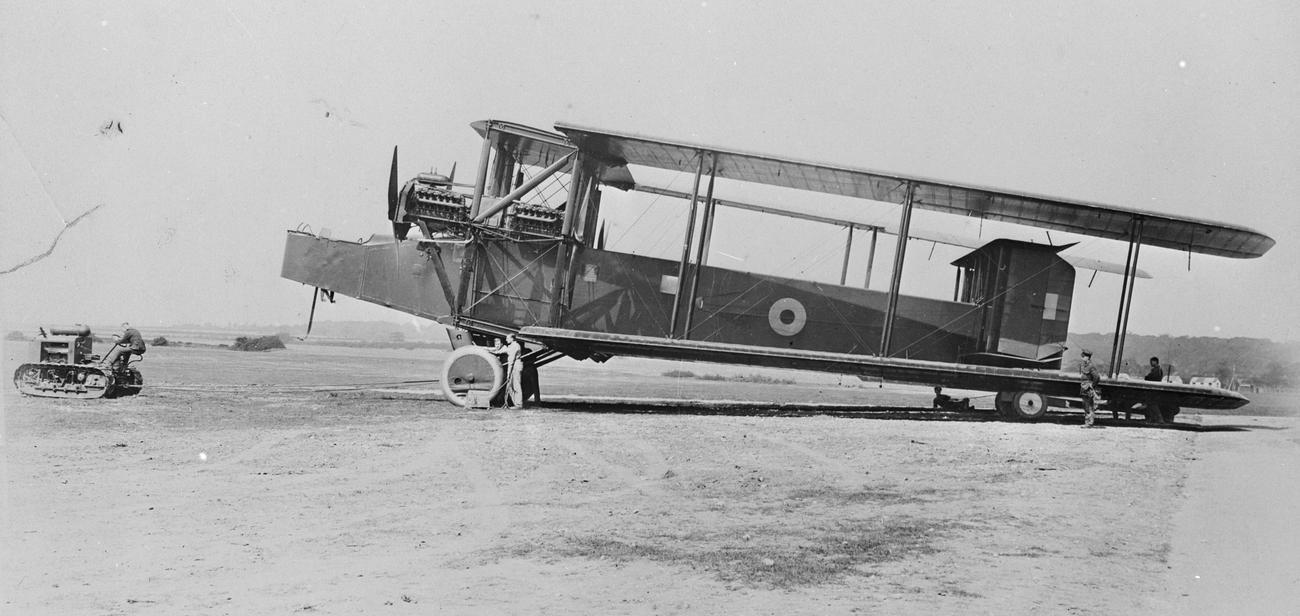
Handley Page V/1500 se složenými křídly, díky čemuž jej bylo lze uložit do běžně používaných hangárů oné doby, stejně jako starší typy Handley Page O/100 a O/400.

Stroj sériového čísla J6573, dodatečně sestavený u firmy Handley Page z dílů dodaných od Harland & Wolff, byl poháněn motory Napier Lion II. Objednávka na 50 strojů poháněných těmito motory (40 z nich mělo být vyrobeno u Grahame-White Aviation Ltd.) rovněž patřila mezi stornované. Na jednom z prvních letounů (pravděpodobně sériového čísla F8281) byly zkušebně namontovány čtyři motory Galloway Atlantic o vzletovém výkonu 500 hp (373 kW), ale s blížícím se koncem války byla jeho výroba zrušena a stroj zpětně dostal motory Rolls-Royce Eagle VIII.
Zajímavou kapitolou ve vývoji typu Handley Page V/1500 také je, že jeho velké nosnosti mělo být využito k dopravě zcela nového typu letecké pumy. Doposud byly nejběžnějšími trhavé pumy s hmotností 112 liber (1 cwt, tedy 50,8 kg) typu HE RL, 230 lb (104 kg), 520 lb (235,9 kg) pumy HE LC a 550 lb (249,5 kg) pumy HE HC. Stroje Handley Page O/400 také byly schopné nést zcela nové pumy o hmotnosti 1650 lb (748,4 kg) typu SN a 1800 lb (816,4 kg) typu SN (Mod). Ale H.P.15 měl být schopen nést zcela novou pumu SN Major o hmotnosti 3360 liber (1524 kg). Menší množství strojů mělo být upraveno pro nesení jediné této pumy. S tímto nákladem měly být schopné zároveň unést dostatečné množství paliva k tomu, aby mohly ze základen v Norfolku bombardovat Berlín — pouze díky uzavření příměří tedy bylo německé hlavní město ušetřeno leteckých náletů, coby odvety za stejné počínání německého letectva.

## Bojové nasazení
Původně se uvažovalo o vyzbrojení dvou až tří perutí Independent Air Force. V utajení bylo na základně Bircham Newton zformováno 86. křídlo (jako součást 27. skupiny), které měly tvořit 166. a 167. peruť Royal Air Force. První sériové letouny dostala 166. peruť v říjnu 1918 (k datu podepsání příměří z Compiègne RAF převzalo sedm strojů).
Pro plánovaný nálet na Berlín by stroje ze stávajících základen operovaly na samé hranici svého doletu, proto byly posádky instruovány, aby se v případě nadměrné spotřeby paliva nevracely zpět, ale pokračovaly dále a přistály v Československu, v okolí Prahy. Dva stroje 166. peruti byly 9. listopadu 1918 připraveny k náletu na Berlín, každý se čtyřmi 250lb pumami zavěšenými v pumovnici, ale kvůli špatnému počasí byl nálet odložen o dva dny.
Jedinou bojovou akcí typu V/1500 se nakonec stal nálet na afghánský Kábul provedený 24. května 1919 strojem sériového čísla J1936 (ten na přelomu let 1918 a 1919 vykonal etapový přelet do Indie).

## Po válce
Třetí prototyp (s/n B9465), posléze upravený do podoby sériového stroje a dodaný s novým sériovým číslem J1936, pokřtěný »HMA Old Carthusian«, přelétl mezi 13. prosincem 1918 a 16. lednem 1919 přes Egypt do Indie. Za řízením byli Maj. A. S. C. MacLaren a Capt. Robert Halley, na palubě ještě byli další tři členové osádky a také Brig.-Gen. Norman Duckworth Kerr MacEwen (později Air Vice-Marshal, CMG, DSO).
Další stroj který si zaslouží naši pozornost nesl sériové číslo F7140, který nesl jméno »Atlantic«. Byl upraven pro chystaný nonstop přelet Atlantiku — na jaře 1919 vypukla doslova závodní horečka, kterou vyvolala cena 10 000 liber šterlinků (což tehdy byla závratná suma) vypsaná listem Daily Mail již roku 1913. V osádce letounu mj. byli pilot Squadron Leader Herbert George Brackley, DSO, DSC (bývalý velitel 214. peruti RAF), pětapadesátiletý Vice-Admiral Mark Edward Frederick Kerr, CB, MVO, Major Geoffrey Ingram Taylor a Major Nor Jens Tryggve Herman Gran, MC. Pro problémy s chladiči se opozdili — muselo se čekat na náhradní díly a se svým strojem se znovu dostali do vzduchu až 18. června, čtyři dny po vzletu Johna Williama Alcocka a Arthura Whitten Browna na stroji Vickers Vimy.

## Výroba
- Handley Page Ltd., Cricklewood 

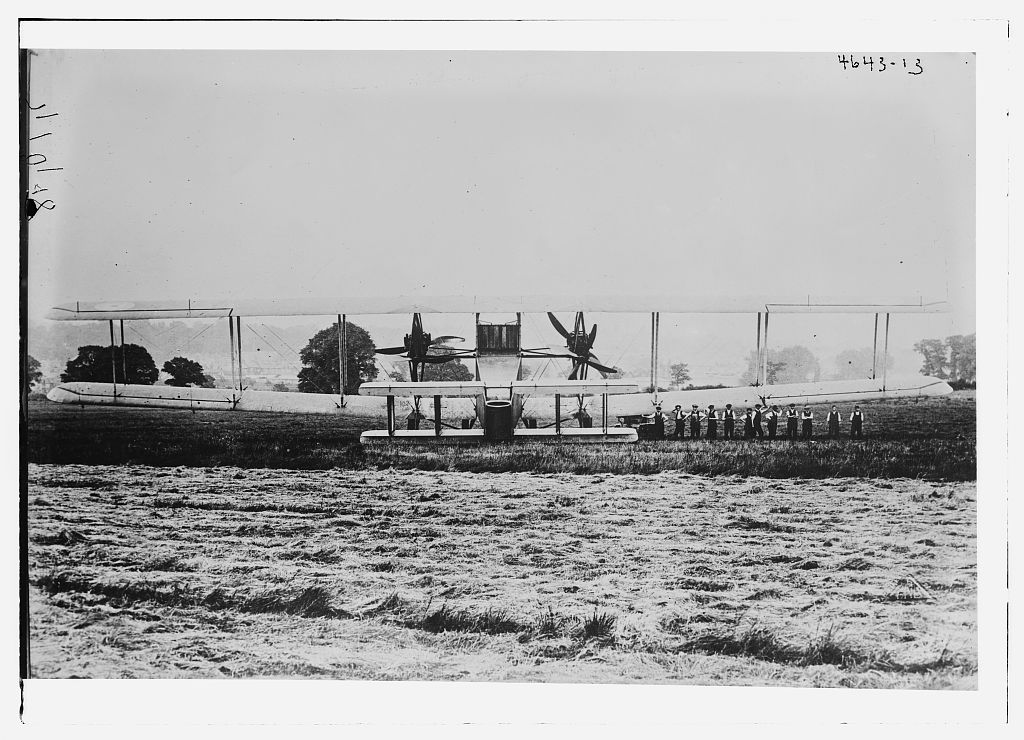
Těžký bombardér Handley Page V/1500

  - 3 prototypy (B9463, B9464 a B9465) vyrobené firmou Harland & Wolff, zkompletovány a zalétány u Handley Page (2. a 3. prototyp byl přestavěn do podoby sériových strojů, byly dodány RAF jako J1935 a J1936)[p 3]
  - F8281-F8320 (40)
    - F8281-F8290 (10) předáno
    - F8291-F8320 (30) zakázka stornována

  - J6523-J6572 (50) zakázka stornována

- Harland & Wolff Ltd.
  - 20 strojů, s/n E4304-E4323
    - dodány E4304 až E4311 (8 letounů)
    - E4312-E4323 (12) dodáno nesestaveno a nezalétáno firmě Handley Page (viz poznámka výše)

- William Beardmore & Co. Ltd.
  - E8287-E8306 (20)
    - E8287-E8295 (9) zalétáno a předáno
    - E8296-E8306 (11) dodány nesestavené

  - F8201-F8230 (30) stornováno

- Alliance Aircraft Co.
  - F7134-F7143 (10) vyrobeno, zkompletovány, zalétány a předány firmou Handley Page

- Grahame-White Aviation Ltd.
  - H4825-H4864 (40) zakázka stornována

Celkem objednáno (bez prototypů) 210 strojů; s koncem války byla většina zakázek stornována.

## Útvary vyzbrojené typem V/1500
- 166. peruť (X/1918-V/1919), jednotka byla rozpuštěna 31. května 1919;
- 167. peruť (XI/1918-V/1919), jednotka zfomována 18. listopadu 1918, rozpuštěna 21. května 1919;
- 274. peruť  (VI/1919-I/1920), jednotka zfomována 15. června 1919, rozpuštěna 20. ledna 1920.

## Specifikace

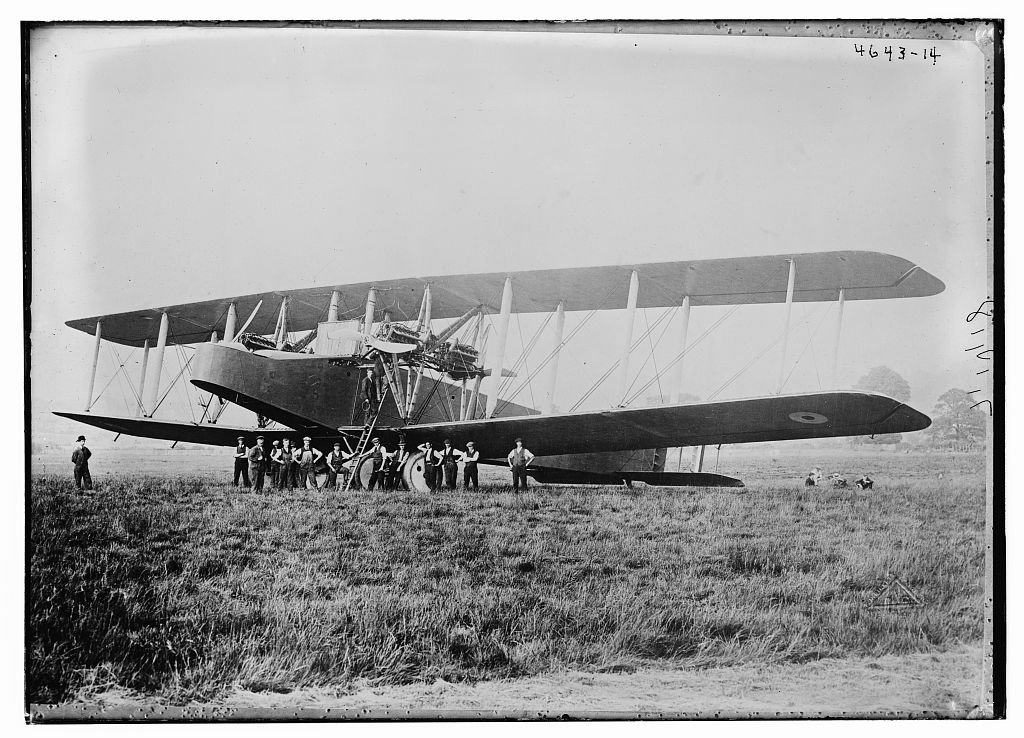
Handley Page V/1500, 1918

### Technické údaje
- Osádka: 8-9 mužů
- Rozpětí: 38,405 m
- Délka: 19,507 m
- Výška: 7,010 m
- Nosná plocha: 260,13 m²
- Hmotnost prázdného letounu: 7984 kg
- Vzletová hmotnost: 13 608 kg
- Pohonná jednotka: 4 × kapalinou chlazený dvanáctiválcový vidlicový motor Rolls-Royce Eagle VIII
  - Výkon motoru: 360 hp (268,5 kW)

### Výkony
- Maximální rychlost: 159 km/h (u hladiny moře)
- Operační dostup: 3353 m
- Čas výstupu do výšky 3048 m: 41 minut 25 sekund
- Dolet: 2092 km
- Vytrvalost: 17 hodin

### Výzbroj
- 5 × pohyblivý kulomet Lewis ráže 7,7 mm
- maximálně 3 402 kg pum nesených v trupové pumovnici